# رچت و کلنک: مهمات خود را بالا بیاور
«رچت و کلنک: مهمات خود را بالا بیاور» (انگلیسی: Ratchet & Clank: Up Your Arsenal) یک بازی ویدئویی در سبک سکوبازی است که توسط سونی اینتراکتیو انترتینمنت و در سال ۲۰۰۴ و در پلت‌فرم‌های پلی‌استیشن ۲، پلی‌استیشن ۳، و پلی‌استیشن ویتا منتشر شده‌است.

## خلاصه داستان
شخصیت بازیکن و قهرمان اصلی داستان، رَچِت است، یک لامبکس از سیاره وِلدین (با صداپیشگی جیمز آرنولد تیلور). او از یک آچار به عنوان سلاح نزدیک‌برد استفاده میکند و میتواند از زرادخانه بزرگی از سلاحها بهره ببرد. کلَنک، همراه رباتیک رچت و همراه قهرمان داستان (با صداپیشگی دیوید کی)، معمولاً به پشت رچت متصل است و با استفاده از ابزارهای خاص، به حرکت او روی زمین و در هوا کمک میکند.  
دکتر نِفاریوس، ضدقهرمان اصلی بازی (با صداپیشگی آرمین شیمرمن)، یک حاکم مستبد رباتیک است که قصد نابودی تمامی موجودات ارگانیک را دارد. در پایان بازی، نفاریوس روی یک سیارک سرگردان رها میشود و بعدها در سری بازیهای بعدی به صورت حضوری کوتاه یا نقشهای دیگر ظاهر میگردد.  